# Liga Premier de Armenia 2006
La Liga Premier de Armenia 2006 fue la decimoquinta edición desde su creación. Comenzó el 14 de abril y terminó el 9 de noviembre.
El campeón fue el Pyunik, que logró el su sexto título de forma consecutiva. Al iniciar la temporada el Kotayk desapareció debido a la crisis financiera que afrontaba, por lo que no participó en el torneo. El Ulisses mantuvo la categoría al derrotar al Dinamo Yerevan en el play-off.

## Ascensos y descensos
El Ararat tomó el lugar del Lernagorts-Ararat. El Gandzasar se sumó a los equipos restantes
| Pos. | Descendido de la Liga Premier de Armenia 2005 |
| ---- | --------------------------------------------- |
| 9.º  | Lernayin Artsakh                              |

| Pos. | Ascendido de la Primera Liga de Armenia 2005 |
| ---- | -------------------------------------------- |
| 2.º  | Ararat                                       |
| 3.º  | Gandzasar                                    |

## Cambio de formato
En esta temporada se volvió a utilizar un solo sistema. Dos torneos round robin (ida y vuelta) entre los 9 equipos.
Los ocho equipos participantes jugaron entre sí todos contra todos cuatro veces totalizando 28 partidos partidos cada uno, al término de la jornada 28 el primer clasificado se coronó campeón y obtuvo un cupo para la primera ronda de la Liga de Campeones 2007-08, el segundo y tercer clasificado obtuvieron un cupo para la primera ronda de la Copa de la UEFA 2007-08 y el cuarto obtuvo un cupo en la Primera ronda de la Copa Intertoto 2007. El octavo clasificado disputó un play-off de permanencia contra el subcampeón de la Primera Liga de Armenia 2006

## Equipos
- El Esteghlal Kotayk Abovyan regresó a llamarse Kotayk.

- El Dinamo-Zenit cambió su nombre a Ulisses.

| Club      | Ciudad  | Estadio                | Capacidad |
| --------- | ------- | ---------------------- | --------- |
| Ararat    | Ereván  | Estadio Hrazdan        | 55.000    |
| Banants   | Ereván  | Estadio Nairi          | 6.850     |
| Gandzasar | Ereván  | Lernagorts Stadium     | 3.500     |
| Kotayk    | Abovyan | Kotayk Stadium         | 5.500     |
| Kilikia   | Ereván  | Estadio Hrazdan        | 55.000    |
| Mika      | Ereván  | Kasakhi Marzik Stadium | 3.500     |
| Pyunik    | Ereván  | Estadio Republicano    | 14.968    |
| Shirak    | Gyumri  | Gyumri City Stadium    | 2.844     |
| Ulisses   | Ereván  | Estadio Republicano    | 14.968    |

## Tabla de posiciones
| Pos. | Equipo      | Pts. | PJ | G  | E | P  | GF | GC | Dif. | Clasificación 2007–08                 |
| ---- | ----------- | ---- | -- | -- | - | -- | -- | -- | ---- | ------------------------------------- |
| 1    | Pyunik (C)  | 73   | 28 | 23 | 4 | 1  | 86 | 23 | +63  | Primera ronda de la Liga de Campeones |
| 2    | Banants     | 57   | 28 | 18 | 3 | 7  | 67 | 26 | +41  | Primera ronda de Copa de la UEFA      |
| 3    | Mika        | 57   | 28 | 17 | 6 | 5  | 45 | 21 | +24  | Primera ronda de Copa de la UEFA      |
| 4    | Ararat      | 49   | 28 | 15 | 4 | 9  | 48 | 35 | +13  | Primera ronda de la Copa Intertoto    |
| 5    | Gandzasar   | 24   | 28 | 7  | 3 | 18 | 28 | 60 | −32  |                                       |
| 6    | Kilikia     | 23   | 28 | 6  | 5 | 17 | 38 | 69 | −31  |                                       |
| 7    | Shirak      | 19   | 28 | 4  | 7 | 17 | 21 | 64 | −43  |                                       |
| 8    | Ulisses (O) | 17   | 28 | 5  | 2 | 21 | 31 | 66 | −35  | Play-off de permanencia               |
| 9    | Kotayk (D)  | 0    | 0  | 0  | 0 | 0  | 0  | 0  | 0    | Disuelto antes del comienzo           |

Actualizado a los partidos jugados el 8 de noviembre de 2006.
 Fuente: Soccerway

## Play-off por la permanencia
El Ulisses, al terminar en el penúltimo lugar de la liga disputó el play-off (en cancha neutral) por la permanencia contra el Dinamo Yerevan.
| Equipo 1 | Resultado | Equipo 2       |
| -------- | --------- | -------------- |
| Ulisses  | 4–2       | Dinamo Yerevan |

El Ulisses permanece en Liga Premier.  